# Општина Петрешти (Дамбовица)
Петрешти (рум. Petreşti) општина је у Румунији у округу Дамбовица.
Oпштина се налази на надморској висини од 182 m.